# ガリー (映画)
『ガリー』（Gully）は2019年のアメリカ合衆国のドラマ映画。監督はナビル・エルダーキン、出演はケルヴィン・ハリソン・Jr、チャーリー・プラマー、ジェイコブ・ラティモアなど。
本作は日本国内で劇場公開されなかったが、2021年9月8日にiTunesでの配信が始まる予定である。

## ストーリー
ロサンゼルスの郊外。カルヴィン、ニッキー、ジェスの3人は固い友情で結ばれていたが、その生活は荒んだものであった。ある日の夜、3人は現状から脱却すべく行動を開始する。ついに「解放」されたと思ったのも束の間、3人は自分たちが手に入れた「解放」は紛い物でしかなかったことを思い知らされることになった。

## キャスト
※括弧内は日本語吹替
- ジェス: ケルヴィン・ハリソン・Jr（入野自由）
- ニッキー: チャーリー・プラマー（江越彬紀）
- カルヴィン: ジェイコブ・ラティモア（英語版）（大畑伸太郎）
- グレッグ: ジョナサン・メジャース（杉村憲司）
- ジョイス: アンバー・ハード（木村香央里）
- ミスター・クリスマス: テレンス・ハワード（佐々木義人）
- ケイシャ: ゾーイ・レネー（英語版）
- アンジェラ: チャスティティ・ドットソン（英語版）
- バレット: クリス・ガン
- テリー: カシュトン・ムーア
- チャーリー: ジョン・コーベット（関口雄吾）
- オーティス: モー・マクレー（英語版）
- デレク: トラヴィス・スコット

## 製作
2018年3月9日、ジェイコブ・ラティモア、ジョナサン・メジャース、ケルヴィン・ハリソン・Jr、チャーリー・プラマー、アリス・イヴが本作に出演することになったと報じられた（結局、イヴは出演しなかった）。29日、アンバー・ハードの起用が発表された。2021年6月4日、エピック・レコーズが本作のサウンドトラックを発売した。

## 公開・興行収入
2019年4月27日、本作はトライベッカ映画祭でプレミア上映された。2020年9月8日、ヴァーティカル・エンターテインメントが本作の全米配給権を獲得したとの報道があった。2021年5月21日、本作のオフィシャル・トレイラーが公開された。6月4日、本作は全米100館で封切られ、公開初週末に1万4425ドルを稼ぎ出し、週末興行収入ランキング初登場23位となった。

## 評価
本作に対する批評家の評価は芳しいものではない。映画批評集積サイトのRotten Tomatoesには26件のレビューがあり、批評家支持率は23%、平均点は10点満点で4.5点となっている。RogerEbert.comのブライアン・タレリコは本作に5つ星評価で1つ星半をつけ、「ストーリーがどんなものなのかはっきりしないが、『ガリー』は若手俳優の素晴らしい才能のお陰で何とかまとまっている」と評している。